# Innsbrucker Riesenrundgemälde

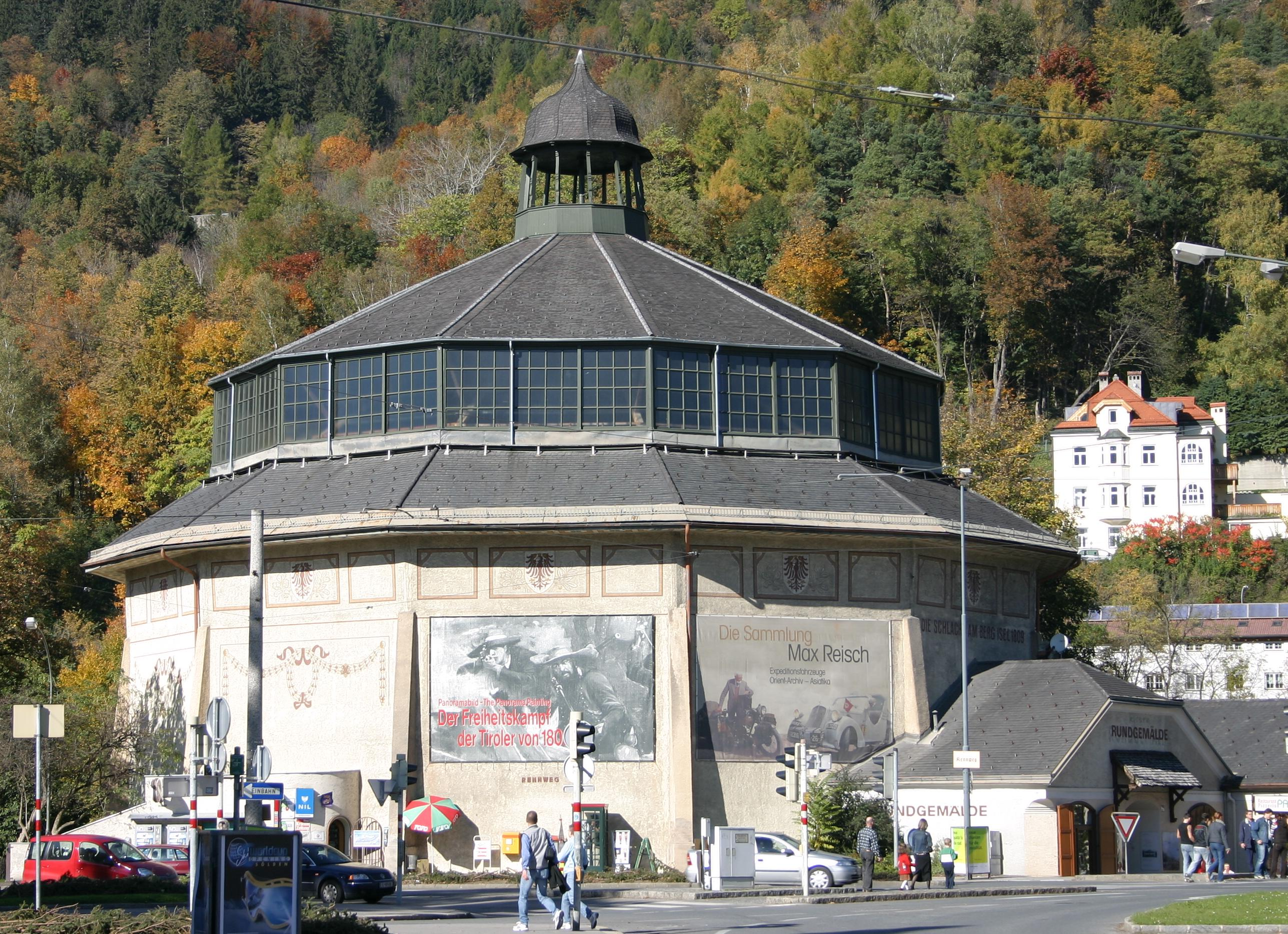
Rotundan vid Kettelbrücke i Innsbruck, där Riesenrundgemaelde visades 1906–2010

Innsbrucker  Riesenrundgemälde är en cykloramamålning, som visar ett militärt slag under Napoleonkrigen 1809. Den är sedan 2011 utställd i Bergisel i Innsbruck i Österrike.
Riesenrundgemälde visar på mer än 1.000 kvadratmeter det tredje Slaget vid Bergisel den 13 augusti 1809, vid vilket 15.000 bayeriska, sachsiska och franska soldater under ledning av den franska marskalken François-Joseph Lefebvre stod mot ett ungefär lika manstarkt tyrolskt skyddsuppbåd under Andreas Hofer. Initiativet till cykloramat togs av den tyrolske författaren  Josef Calasanz Platter (1858–1905). Uppdraget att måla cykloramat lämnades till  Michael Zeno Diemer, som hade bland andra  Franz von Defregger, Franz Burger (1857–1940) och Anton Niedermaier (1868–1932) som medhjälpare.
Riesenrundgemälde visades första gången 1896 i en för ändamålet uppförd byggnad mellan Claudia- och Etzel-gatorna i stadsdelen Saggen i Innsbruck. År 1906 transporterades cykloramat till London för att visas på Den kejserliga österrikiska utställningen. Under utställningsperioden brann byggnaden i Innsbruck ned, varefter en ny rotunda uppfördes för målningen vid Kettenbrücke. 
Under första världskriget visades målningen av propagandaskäl i Wien. Under andra världskriget vägrade målningens ägare att förvara målningen i luftskyddsdepå. Rundmålningen klarade sig dock oskadd genom kriget.
Efter långvariga tvister om lokaliseringen öppnades i mars 2011 Riesenrundgemälde för besökare på en ny plats, nämligen Tirol Panorama i Bergisel i södra Innsbruck. 